# Râul Nadăș, Debren
Râul Nadăș este un curs de apă, afluent al râului Debren. 

## Hărți
- Harta județului Covasna
- Harta Munții Bodoc-Baraolt  Arhivat în 29 ianuarie 2014, la Wayback Machine.